# Osiedle Sobieskiego II
Osiedle Sobieskiego II – osiedle mieszkaniowe położone we wschodniej części miasta Skierniewic.
Osiedle znajduje się przy końcu ul. Jana III Sobieskiego.

## Charakter osiedla
Osiedle charakteryzuje się zabudową nowych bloków wielorodzinnych przy ulicy Jana III Sobieskiego.
Obok osiedla znajduje się europejska firma kurierska DPD, Maraton Centrum Konferencyjne oraz prywatne firmy.

## Komunikacja
Osiedle posiada połączenia autobusowe Miejskich Zakładów Komunikacji w Skierniewicach: linia nr 1, 7.
Główną ulicą osiedla jest ul. Jana III Sobieskiego – stąd nazwa osiedla Sobieskiego II.